# ТЭЦ Пшиязнь
ТЭЦ Пшиязнь — теплоэлектроцентраль на юге Польши, расположенная примерно в двадцати километрах к северо-востоку от Катовиц.
Рядом с городом Домброва-Гурнича работает коксохимический завод Пшиязнь, имеющий собственную теплоэлектроцентраль. Она создана как для обеспечения его потребностей в энергии, так и для утилизации коксового газа, который в значительных объемах образуется в основном технологическом процессе. Первая черга станции была запущена в 1987 году с двумя паровыми турбинами производства Калужского турбинного завода мощностью 6 МВт и 12 МВт.
В 2007 году запустили блок с котлом типа OG-95 производства немецкой компании Standardkessel Duisburg и паровой турбиной Siemens SST-300-VE56A мощностью 21 МВт.
А в 2015 году стал до лада самый большой блок ТЭЦ с паровой турбиной мощностью 71 МВт, который должен сжигать 0,35 млрд м³ низкокалорийного коксового газа в год.
Помимо указанного оборудования, ТЭЦ имеет два водогрейных котла мощностью по 12 МВт и один дополнительный паровой котел с показателем 8 МВт.